# Jerónimo Cuéllar
Jerónimo de Cuéllar y de la Chaux (Madrid, 1622 - Madrid, hacia 1669), fue un noble y dramaturgo español del Barroco.

## Biografía
Originario de Cuéllar, nació en Madrid y fue bautizado en la iglesia de san Justo y Pastor el 17 de octubre de 1622. Su familia estuvo dedicada al servicio de la casa real. Su padre fue Juan Lorenzo de Cuéllar y de la Alameda, contralor real y su madre Ángela de la Chaux y de la Chaux, de la cámara de la reina Isabel de Borbón; además, su abuelo paterno fue Gabriel de Cuéllar, contador de resultas del rey, notario mayor del reino de Castilla y receptor de alcances de la contaduría mayor de cuentas.
Recibido en la Casa de los Linajes de Cuéllar y en la Cofradía de la Cruz de los Caballeros Hijosdalgo en 1646, y nombrado caballero de la Orden de Santiago en 1650, ingresó al servicio real como ayuda de cámara de Felipe IV de España. Acompañó a Felipe IV en 1660 para llevar a la frontera con Francia a la infanta María Teresa de Austria, para su matrimonio con Luis XIV de Francia. Después de ello fue secretario de los reales descargos, del Consejo de Cruzada (1665) y finalmente del Consejo de Órdenes.
Murió en Madrid hacia el año 1669.

## Obra
Se le ha atribuido la pieza teatral El pastelero de Madrigal, sobre el tema del Sebastianismo, muy reimpresa en el siglo XVIII y que habría inspirado varias obras de escritores del Romanticismo en el siglo XIX. El argumento se inspira en la figura real de Gabriel de Espinosa, ejecutado en 1595, y la Conspiración de Madrigal de las Altas Torres, pero la cronología casa mal con los hechos históricos y posiblemente no la compuso él. Las obras románticas que tienen fundamento en estos hechos casi legendarios son el drama Traidor, inconfeso y mártir (1849) de José Zorrilla y la popularísima novela histórica de Manuel Fernández y González El cocinero de su majestad o El pastelero de Madrigal (1862), así como otra menos conocida de Patricio de la Escosura, Ni Rey ni Roque: Episodio histórico del reinado de Felipe II, año de 1595 (Madrid: Repullés, 1835). La comedia fue tan célebre que fue impresa varias veces en el siglo XVIII atribuida, quizá con fundamento, a José de Cañizares. Sí está comprobado que es suya la comedia Cada cual a su negocio y hacer cada uno lo que debe (BAE, 1858, vol. XLVII), muy bien concebida y dentro de las normas de la escuela de Pedro Calderón de la Barca. Participó en una academia madrileña en casa de Melchor de Fonseca de Almeida el día de Reyes de 1661 con unas décimas que empiezan ¿Cuál es el mayor dolor....